# Dekanat Waldshut
Das Dekanat Waldshut ist ein Dekanat in der Diözese Freiburg.

## Geschichte
Mit der Dekanatsreform zum 1. Januar 2008 wurden die Dekanate Wutachtal und Waldshut mit einem größeren Teil des Dekanates Säckingen zum Dekanat Waldshut zusammengelegt. Sitz des Dekanats Waldshut ist Waldshut-Tiengen. Das Dekanat bildet zusammen mit dem Dekanat Wiesental die Region Hochrhein des Erzbistums Freiburg.

## Gliederung
Das Dekanat gliedert sich in die folgenden 14 Seelsorgeeinheiten:
| Seelsorgeeinheiten                         | zugehörige Pfarreien und Filialen |
| ------------------------------------------ | --- |
| SE Laufenburg-Albbruck                     | St. Josef (Albbruck), Heilig Geist (Laufenburg), St. Pelagius (Hochsal), Hl. Kreuz (Birndorf), St. Martin (Luttingen), St. Laurentius (Unteralpfen) |
| SE Bad Säckingen-Murg                      | Fridolinsmünster (Bad Säckingen), Heilig Kreuz-Kirche (Bad Säckingen), Kirche St. Leodegar und Marzellus (Hänner), St. Magnus (Murg), St. Maria zum Schnee (Wallbach), St. Martin (Obersäckingen)                                                                                      |
| SE Bonndorf-Wutach                         | St. Peter und Paul (Bonndorf), Wutach |
| SE St. Blasien                             | Dom St. Blasius (St. Blasien), St. Martin (Menzenschwand), Herz-Jesu (Albtal), St. Georg und Cyrill (Ibach), St. Peter und Paul (Urberg), St. Bernhard (Hierbach), St. Michael (Höchenschwand), St. Fridolin (Häusern)                                                                 |
| SE St. Wendelin Hotzenwald                 | Görwihl, St. Zeno (Herrischried), Rickenbach |
| SE Jestetten                               | St. Jakobus (Altenburg), St. Benedikt (Jestetten), St. Martin (Baltersweil), St. Valentin (Lottstetten) |
| SE Klettgau-Wutöschingen                   | Maria Himmelfahrt (Bühl) mit St. Josefskapelle (Riedern), St. George (Erzingen) mit Weisweil und Geißlingen, St. Peter und Paul (Grießen), St. Johannes der Täufer (Schwerzen) mit Horheim, Wutöschingen mit Degernau                                                                  |
| SE Küssaberg-Hohentengen St. Christophorus | St. Maria (Hohentengen), St. Martin (Kadelburg), St. Oswald (Lienheim), St. Michael (Rheinheim) |
| SE Maria Bronnen                           | Aichen, Berau, Brenden, St. Simon und Judas (Gurtweil), Nöggenschwiel, Waldkirch, Weilheim |
| SE Oberes Schlüchttal                      | St. Leodegar (Riedern) mit St. Ursula (Ühlingen), St. Jakobus (Untermettingen) mit St. Laurentius (Obermettingen), St. Fides (Grafenhausen), St. Margareta (Birkendorf) |
| SE Eggingen-Stühlingen Hl. Kreuz           | Heilig Kreuz (Stühlingen) mit St. Martin (Grimmelshofen) und St. Peter und St. Paul (Eberfingen), St. Fridolin (Bettmaringen) mit St. Gallus (Mauchen) und St. Michael (Oberwangen), St. Nikolaus (Lausheim) mit St. Benedikt (Blumegg), St. Konrad (Weizen), St. Martin (Schwaningen) |
| SE Mittlerer Hochrhein St. Verena          | St. Clemens (Dogern), Herz-Jesu (Lauchringen) und St. Andreas (Lauchringen), Mariä Himmelfahrt (Tiengen) und St. Nikolaus (Waldshut-Tiengen), Liebfrauen (Waldshut) |
| SE Todtmoos-Bernau                         | Unserer Lieben Frau (Todtmoos), St. Johann Baptist (Bernau) |
| SE Wehr                                    | St. Martin (Wehr), St. Clemens und Urban (Schwörstadt), St. Ulrich (Öflingen) |

## Demographische und sozialräumliche Struktur
Geographisch ist das Gebiet des Dekanats ein ländlich geprägtes Flächendekanat in der Hochrheinebene, das einen Großteil des Landkreises Waldshut umfasst. Die Weitläufigkeit des Dekanats wird durch das weniger dicht besiedelte Gebiet des Südschwarzwaldes geprägt. Bei einer Gesamtbevölkerung von ca. 164.350 Personen auf dem Gebiet des Dekanats gibt es ca. 92.400 Katholiken (Stand: 2015).